# Trapani (stacja kolejowa)

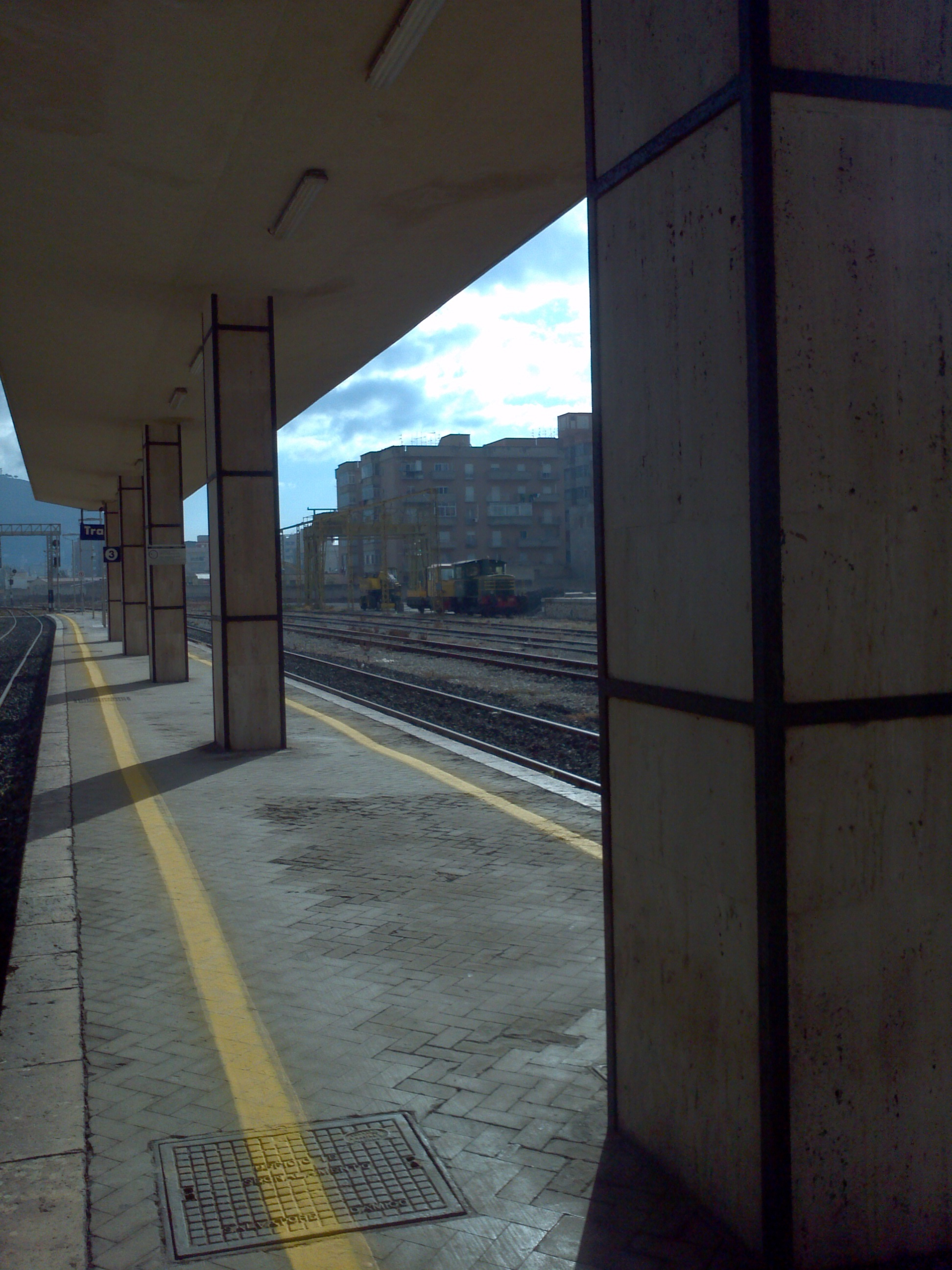
Stacja kolejowa

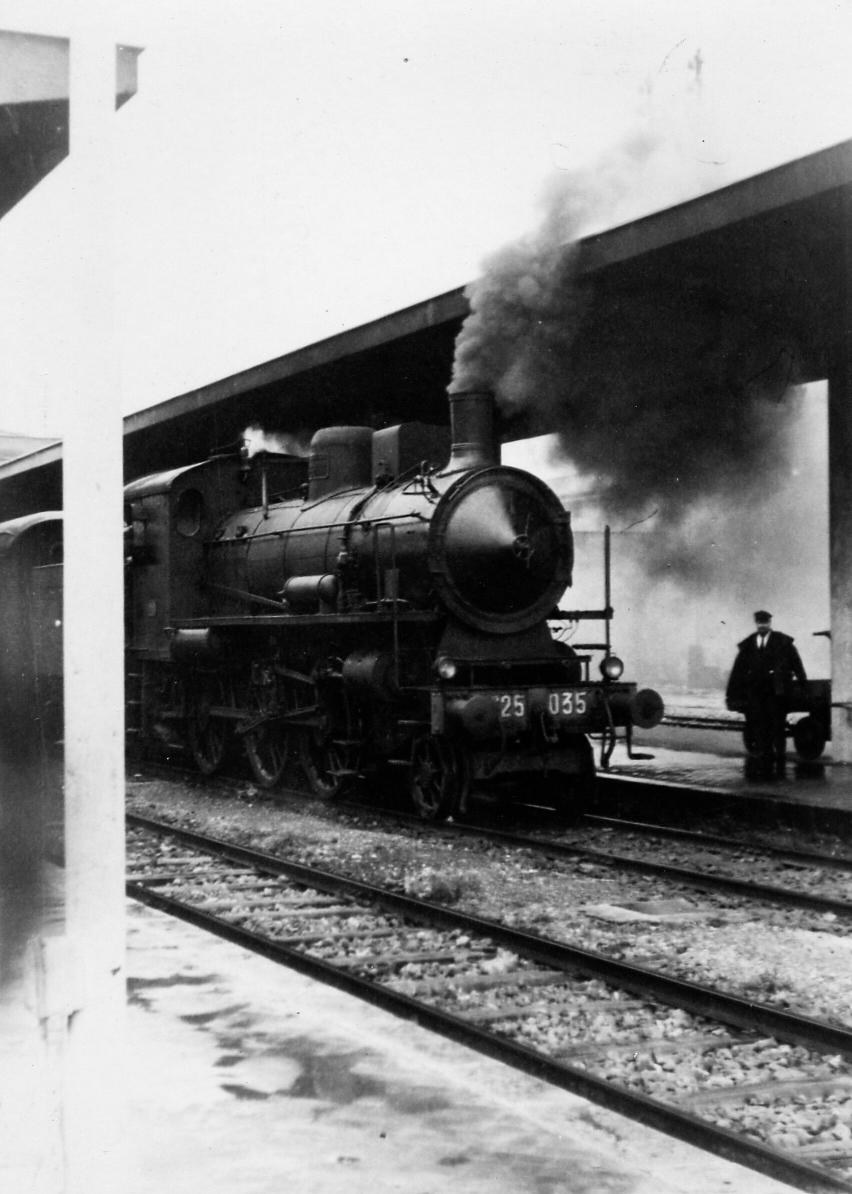
Stacja kolejowa w 1960 r.

Trapani (włoski: Stazione di Trapani) – stacja kolejowa w Trapani, na Sycylii, we Włoszech. Znajdują się tu 2 perony.